# Dipterygia chilense
Dipterygia chilense là một loài thực vật có hoa trong họ Hoa tán. Loài này được (Cham. & Schltdl.) Kuntze mô tả khoa học đầu tiên năm 1891.